# Allocharopa kershawi
Allocharopa kershawi är en snäckart som först beskrevs av Petterd 1879.  Allocharopa kershawi ingår i släktet Allocharopa och familjen Charopidae. Inga underarter finns listade i Catalogue of Life.